# Lėvuo

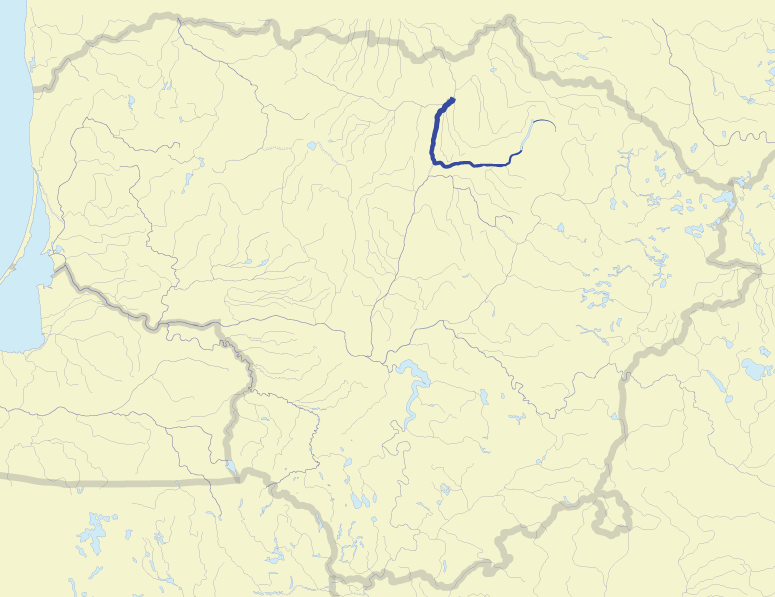
Mapka průběhu toku řeky Lėvuo

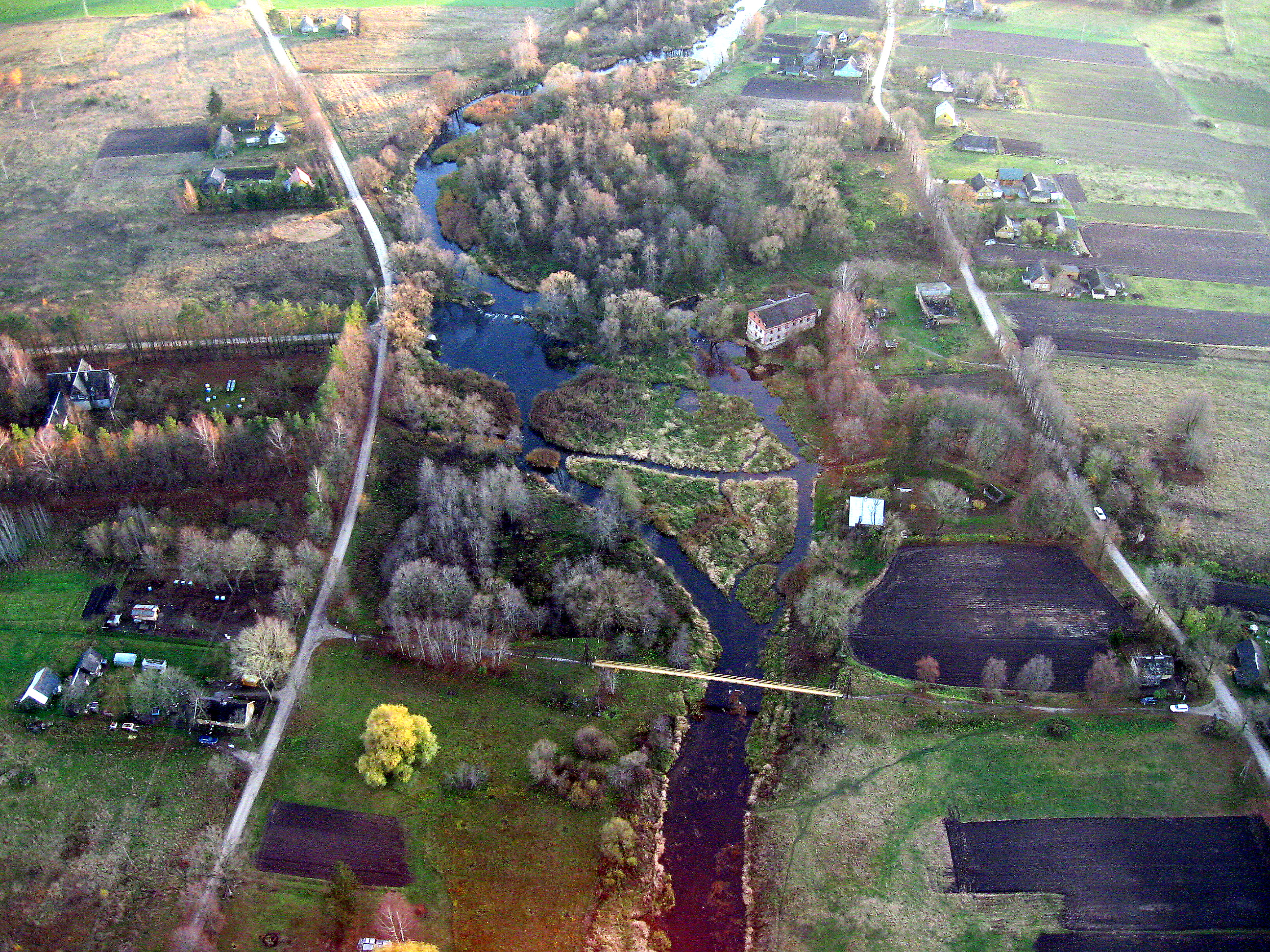
Lėvuo u Geobrastů

Lėvuo je řeka na severu Litvy, v Panevėžyském kraji, protéká okresy Kupiškis, Panevėžys a Pasvalys. Vytéká z jezera Lėvenaičio ežeras. Vlévá se do řeky Mūša jako její pravý přítok 50,5 km od jejího soutoku s řekou Nemunėlis.

## Průběh toku
Vytéká z jezera Lėvenaičio ežeras, 8 km na severovýchod od Skapiškisu, v mokřadu Notigalės pelkė. Teče zpočátku západním směrem přes ves Palėvenėlė a města Kupiškis (zde je na řece přehradní nádrž nazývaná Kupiškio marios - Kupiškiské moře) a Subačius. Protéká na sever od města Panevėžys, kde se stáčí směrem na sever, protéká mezi městy Pumpėnai a Pušalotas a u Pasvalysu se vlévá do řeky Mūša. Řeka protéká Lėvenskou chráněnou krajinnou oblastí; mezi okresním městem Kupiškis a vsí Kunčiai je zřetelné fluvioglaciální (utvořené krajinotvornou činností vod z tajícího ledovce) údolí, ve kterém je chráněná přírodní památka: Stirniškių dolomito atodanga - Dolomitový sesuvný břeh u Stirniškiů. 

Koryto řeky je od počátku až k obci Naniškiai regulované a napřímené, o šířce 5 - 6 m a od Naniškiů až ke Kupiškisu tvoří zmíněnou přehradní nádrž Kupiškio marios, která je podle plochy (828 ha) třetí největší v Litvě. Neregulovaný úsek koryta je meandrující s nestálou šířkou v rozmezí od 16 do 35 m a hloubkou od 0,7 do 3,1 m. Průměrný spád je 0,52 m/km, rychlost proudu je 0,2–0,3 m/s. Průměrný průtok je u Kupiškisu 1,79m3/s (maximální - 92m3/s; u Pasvalysu 6,5m3/s (maximální - 274m3/s. Průtok pod obcí Bernatoniai se snižuje na polovinu, protože Sanžilėským kanálem z Lėveně do Nevėžisu průměrně odtéká 3,29m3/s. Úroveň hladiny kolísá mezi 1,6 a 3,7 m.

## Ostrovy
V řece je 29 ostrovů (nejsou sem započítány ostrovy v nádržích) s průměrnou častostí 0,19/km, nejvíce jich je ve středním toku. Celkově tyto ostrovy zaujímají plochu 7,8 ha (největší dosahují 2 ha). Při porovnání s celkovou plochou koryta je podíl ostrovů 3,4 %.

## Přítoky
- Levé:

| Hydrologické pořadí | Řeka                        | Délka (km) | Povodí (km²) | Vzdálenost od ústí (km) | Ústí kde | Koordináty ústí |
| ------------------- | --------------------------- | ---------- | ------------ | ----------------------- | -------- | --------------- |
| 41010852            | Daulipys                    | 4,6        | 9,6          | 134,9                   |          |                 |
| 41010853            | L - 5(Narštupys)?           | 10,3       | 17,5         | 130,1                   |          |                 |
| 41010859            | Mituva                      | 17,6       | 112,5        | 119,3                   |          |                 |
| 41010884            | Bočiupis                    | 8,9        | 16,9         | 116,9                   |          |                 |
| 41010885            | Juodupė                     | 7,6        | 15,3         | 110,4                   |          |                 |
| 41010887            | Kupa                        | 25,0       | 172,6        | 107,2                   |          |                 |
| 41010921            | Naktakė                     | 7,4        | 14,4         | 100,3                   |          |                 |
| 41010922            | Krioklys                    | 3,5        | 3,9          | 99,7                    |          |                 |
| 41010923            | Suosa                       | 13,9       | 96,8         | 93,8                    |          |                 |
| 41010932            | Gorpys                      | 7,6        | 7,6          | 92,7                    |          |                 |
| 41010933            | Pilpis                      | 3,9        | 3,0          | 91,9                    |          |                 |
| 41010934            | Gastamas                    | 2,7        | 1,6          | 89,2                    |          |                 |
| 41010935            | Viešinta                    | 24,0       | 235,5        | 88,1                    |          |                 |
| 41010968            | Šonas                       | 2,6        | 4,2          | 80,1                    |          |                 |
| 41010976            | Pietupis                    | 4,1        | 3,7          | 68,2                    |          |                 |
| 41010977            | Gieglaitis                  | 8,0        | 29,7         | 68,0                    |          |                 |
| 41010981            | Geležė                      | 5,9        | 6,2          | 63,9                    |          |                 |
| 41010982            | Ramunis                     | 8,2        | 13,5         | 62,9                    |          |                 |
| 41010983            | Liekupis                    | 4,0        | 7,3          | 60,6                    |          |                 |
| 41010984            | L - 3                       | 4,1        | 5,8          | 57,9                    |          |                 |
| 41010985            | L - 3                       | 4,0        | 4,8          | 56,6                    |          |                 |
| 13020001            | Sanžilė (kanál do Nevėžisu) | 7,8        | 57,3         | 47,4                    |          |                 |
| 41010988            | Vėbrupė                     | 2,8        | 4,6          | 38,3                    |          |                 |
| 41010996            | Amata                       | 20,2       | 79,7         | 26,1                    |          |                 |
| 41011029            | Žąsa                        | 16,0       | 85,2         | 13,3                    |          |                 |

- Pravé:

| Hydrologické pořadí | Řeka              | Délka (km) | Povodí (km²) | Vzdálenost od ústí (km) | Ústí kde | Koordináty ústí |
| ------------------- | ----------------- | ---------- | ------------ | ----------------------- | -------- | --------------- |
| 41010851            | L - 6             | 3,9        | 10,9         | 140,1                   |          |                 |
| 41010855            | L - 4             | 7,9        | 8,9          | 129,4                   |          |                 |
| 41010856            | Šiekštė           | 13,2       | 33,8         | 127,4                   |          |                 |
| 41010858            | Dumblė            | 4,4        | 6,1          | 121,2                   |          |                 |
| 41010883            | Naudžiupis        | 3,4        | 3,4          | 117,0                   |          |                 |
| 41010919            | Aukštuoliupis     | 3,0        | 4,9          | 102,9                   |          |                 |
| 41010962            | Marnaka           | 21,2       | 73,0         | 80,8                    |          |                 |
|                     | Marnakėlė         | 5,7        | 6,5          | 80,7                    |          |                 |
| 41010969            | Rūdupys           | 5,9        | 11,0         | 77,0                    |          |                 |
| 41010971            | Sausinė           | 4,8        | 6,2          | 73,3                    |          |                 |
|                     | Siesartis         |            |              |                         |          |                 |
| 41010972            | Žambas            | 18,0       | 47,2         | 68,8                    |          |                 |
| 41010986            | L - 2(Kanavas?)   | 2,2        | 2,1          | 53,5                    |          |                 |
| 41010987            | Kodžiupis         | 3,7        | 3,0          | 45,1                    |          |                 |
| 41010989            | Pišia             | 9,2        | 17,1         | 36,8                    |          |                 |
| 41010993            | Svirnupis         | 8,5        | 20,0         | 26,6                    |          |                 |
| 41011027            | Robata            | 4,9        | 4,8          | 20,9                    |          |                 |
| 41011028            | Dusa              | 5,0        | 6,8          | 17,1                    |          |                 |
| 41011044            | Talačkonių upelis | 4,0        | 3,6          | 10,8                    |          |                 |
|                     | Pyvesa            |            |              |                         |          |                 |
| 41011045            | Įstras            | 40,5       | 112,5        | 9,0                     |          |                 |
| 41011053            | Svalia            | 35,2       | 96,2         | 4,1                     |          |                 |
| 16010877            | Kartupis          | 10,8       | 7,7          | 6,3                     |          |                 |

## Původ názvu
Lėvuo znamená mokřad, bažinu. Slovo je příbuzné lotyšskému lēvenis - třasovisko, místo, kde je možno uvíznout nebo zapadnout.